# Nova
|  | Per a altres significats, vegeu «Nova (desambiguació)». |

Una nova és una explosió termonuclear a la superfície d'una nana blanca, causada per l'acreció d'hidrogen. En un sistema binari format per una nana blanca i un estel que ha deixat la seqüència principal, es produeix transferència de matèria des d'aquesta última, a causa de la seva transformació en gegant vermella, la qual cosa implica la seva expansió i l'expulsió de les capes més externes, que són capturades gravitatòriament per la nana blanca (fenomen conegut com a acreció). El material acumulat, compost principalment per hidrogen i heli, és compactat a la superfície de la nana blanca a causa de l'intens camp gravitatori. El material assoleix progressivament temperatures més altes, a mesura que més i més material va caient cap a la superfície de l'estel, fins que, eventualment, assoleix la temperatura crítica per a la ignició de fusió nuclear. Aquesta explosió transforma grans quantitats d'hidrogen i heli en elements més pesants.
L'enorme quantitat d'energia alliberada per aquest procés produeix una emissió intensa de radiació electromagnètica i de curta durada. Aquesta emissió, que es produeix en escales de temps de dies, va donar origen al nom de nova, que en llatí significa precisament "nova": en ocórrer una nova, els astrònoms antics creien veure aparèixer una nova estrella al cel nocturn. Curiosament, el terme va ser usat per primera vegada per l'astrònom Tycho Brahe en observar no una nova sinó una supernova. Però no va ser fins a 1885 quan es van establir diferències entre les supernoves i les noves, fenòmens energètics molt més febles.
Una nana blanca pot generar múltiples noves mentre hi continuï havent material disponible per a l'acreció procedent de l'estrella companya (Per exemple, s'ha registrat cinc explosions de RS Ophiuchi: 1898, 1933, 1958, 1967 i 1985). Progressivament, aquesta pot veure esgotat el seu material, o la nana blanca pot produir una nova prou poderosa per a destruir el sistema per complet. Aquest últim cas és similar a una supernova tipus Ia. Tanmateix, les supernoves involucren processos diferents, així com energies molt superiors, per la qual cosa no haurien de ser confoses amb les noves.
De vegades hi pot haver noves visibles a simple vista. Un dels casos més recents seria el de Nova Cygni 1975. Aquesta nova va aparèixer el 29 d'agost de 1975 en la constel·lació del Cigne uns 5 graus al nord de Deneb i va assolir magnitud 2,0, quasi tan brillant com la mateixa Deneb.

## Etimologia
Durant el segle xvi, l'astrònom Tycho Brahe va observar de prop la supernova SN 1572 en la constel·lació Cassiopeia. La va descriure al seu llibre De nova stella (llatí per a "sobre la nova estrella"), donant lloc a l'adopció del nom nova. En aquesta obra argumentava que un objecte proper havia de veure's en moviment pel que fa a les estrelles fixes, i que la nova havia d'estar molt lluny. Tot i que aquest esdeveniment era una supernova i no una nova, els termes es van considerar intercanviables fins a la dècada de 1930. Després d'això, les noves es van classificar com a noves clàssiques per distingir-les de les supernoves, ja que es pensava que les seves causes i energies eren diferents, basant-se únicament en les proves observacionals.
Encara que el terme stella nova significa estrella nova, les noves solen produir-se com a resultat de nanes blanques, que són restes d'estrelles extremadament velles.

## Evolució estel·lar de les noves

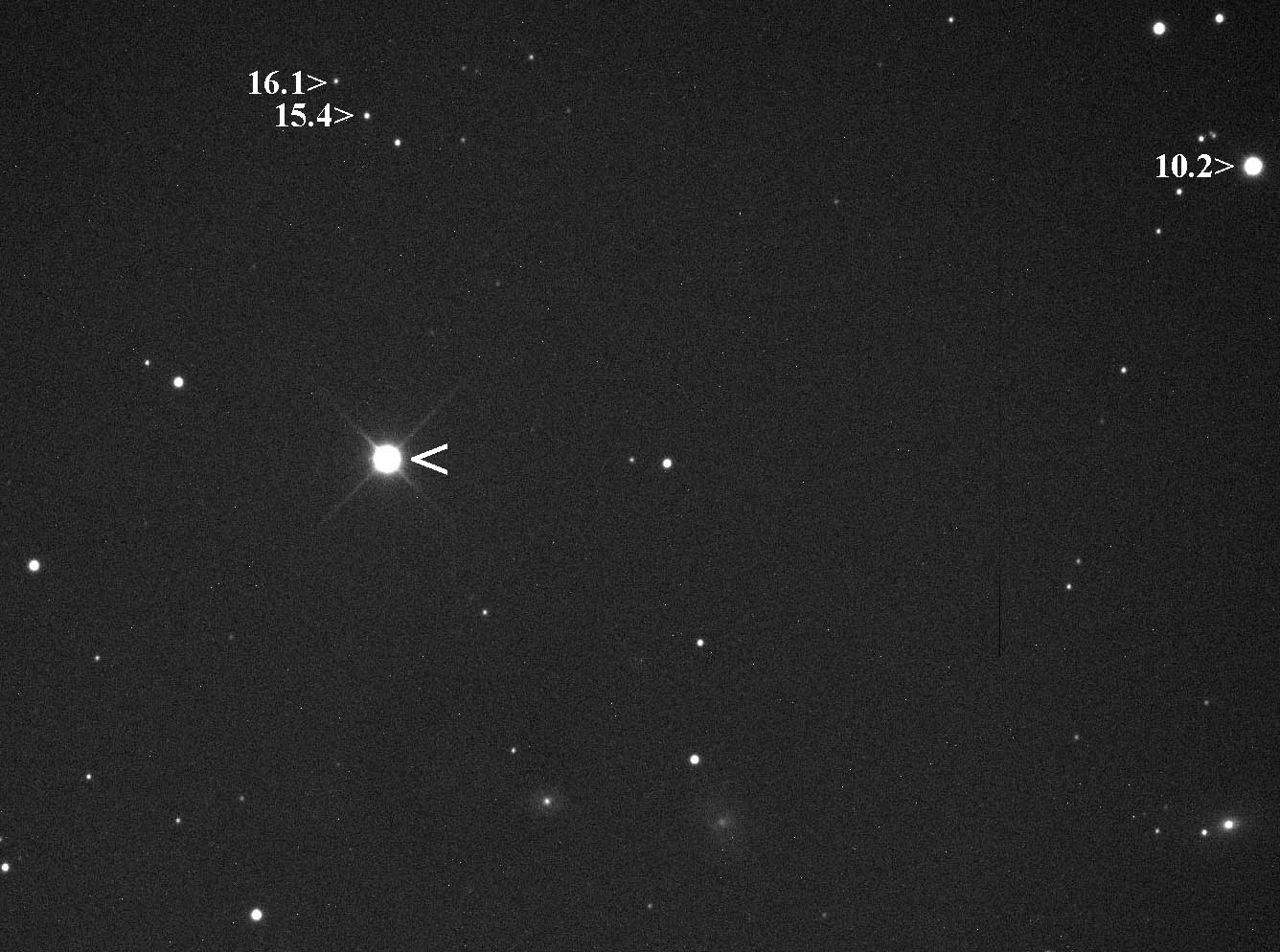
Nova Eridani 2009 (magnitud aparent ~8,4)

L'evolució estel·lar de les noves potencials comença amb dues estrelles de seqüència principal en un sistema binari. Una de les dues es converteix en una gegant vermella, deixant el seu nucli romanent de nana blanca en òrbita amb l'estrella restant. La segona estrella, que pot ser una estrella de seqüència principal o una geganta envellida, comença a desprendre el seu embolcall sobre la seva companya nana blanca quan desborda el seu lòbul de Roche. Com a resultat, la nana blanca captura constantment matèria de l'atmosfera exterior de la companya en un disc d'acreció i, alhora, la matèria acrecionada cau a l'atmosfera. Com que la nana blanca està formada per matèria degenerada, l'hidrogen acrecionat no s'infla, però la seva temperatura augmenta. La fusió galopant es produeix quan la temperatura d'aquesta capa atmosfèrica arriba ~20 milions de K, iniciant-se la combustió nuclear, a través del cicle CNO.
La fusió d'hidrogen pot produir-se de forma estable a la superfície de la nana blanca per a un estret rang de velocitats d'acreció, donant lloc a una font de raigs X supertova, però per a la majoria dels paràmetres dels sistemes binaris, la combustió d'hidrogen és inestable tèrmicament i converteix ràpidament una gran quantitat de l'hidrogen en altres elements químics més pesats en una reacció runaway, alliberant una enorme quantitat d'energia. Això expulsa els gasos restants de la superfície de la nana blanca i produeix un esclat de llum extremadament brillant.
L'augment de la brillantor màxim pot ser molt ràpid o gradual. Això està relacionat amb la classe de velocitat de la nova; no obstant això, després del pic, la brillantor disminueix de forma constant. El temps que triga una nova a decaure unes 2 o 3 magnituds des de la brillantor òptic màxim s'utilitza per a la classificació, a través de la seva classe de velocitat. Les noves ràpides solen trigar menys de 25 dies a decaure 2 magnituds, mentre que les lentes triguen més de 80 dies.
Malgrat la seva violència, normalment la quantitat de material expulsat a les noves és només del voltant de 1⁄10.000 d'una massa solar, força petita en relació amb la massa de la nana blanca. A més, només el cinc per cent de la massa acumulada es fusiona durant l'esclat. No obstant això, aquesta energia és suficient per accelerar els ejectes de les noves a velocitats de diversos milers de quilòmetres per segon —majors a les noves ràpides que a les lentes— amb un augment simultani de la lluminositat d'unes poques vegades la solar a 50.000-100.000 vegades la solar. El 2010 els científics que utilitzen el Telescopi espacial de raigs gamma Fermi de la NASA van descobrir que una nova també pot emetre raigs gamma (>100 MeV).
Potencialment, una nana blanca pot generar múltiples noves al llarg del temps a mesura que l'hidrogen addicional de la seva estrella companya es va acumulant a la superfície. Un exemple és RS Ophiuchi, de la qual se sap que ha esclatat set vegades (el 1898, 1933, 1958, 1967, 1985, 2006 i 2021). Amb el temps, la nana blanca podria explotar com una supernova de tipus Ia si s'acosta al límit de Chandrasekhar.
Ocasionalment, les noves són prou brillants i properes a la Terra per ser visibles a simple vista. L'exemple recent més brillant va ser Nova Cygni 1975. Aquesta nova va aparèixer el 29 d'agost de 1975, en la constel·lació Cygnus a uns cinc graus al nord de Deneb, i va aconseguir magnitud 2,0 (gairebé tan brillant com Deneb). Les més recents van ser V1280 Scorpii, que va aconseguir una magnitud 3,7 el 17 de febrer de 2007, i Nova Delphini 2013. Nova Centauri 2013 va ser descoberta el 2 de desembre de 2013 i, fins ara, és la nova més brillant d'aquest mil·lenni, aconseguint la magnitud 3,3.

## Taxa d'ocurrència i importància astrofísica
Els astrònoms estimen que la Via Làctia experimenta aproximadament de 30 a 60 noves a l'any, però un examen recent ha trobat la taxa millorada probable d'al voltant de 50±27. El nombre de noves descobertes a la Via Làctia cada any és molt menor, unes 10. probablement pel fet que les noves distants queden enfosquides per l'absorció de gas i pols. Cada any es descobreixen a la Galàxia d'Andròmeda unes 25 noves més brillants que la vintena magnitud i es veuen nombres menors en altres galàxies properes. A partir del 2019, es registren 407 noves probables a la Via Làctia.
L'observació espectroscòpica de les nebuloses d'ejecta de nova ha demostrat que estan enriquides en elements com heli, carboni, nitrogen, oxigen, neó i magnesi. La contribució de les noves al medi interestel·lar no és gran; les noves aporten a la galàxia només 1⁄50 tant material com les supernoves, i només 1⁄200 tant com les estrelles gegants vermelles i supergegants. Les explosions clàssiques de noves són productores galàctiques de l'element liti.
Les noves recurrents observades com RS Ophiuchi (aquelles amb períodes de l'ordre de dècades) són rares. Els astrònoms teoritzen, però, que la majoria, si no totes, les noves són recurrents, encara que en escales de temps que van de 1.000 a 100.000 anys. L'interval de recurrència d'una nova depèn menys de la taxa d'acreció de la nana blanca que de la massa; amb la seva poderosa gravetat, les nanes blanques massives requereixen menys acreció per alimentar una erupció que les de menor massa. En conseqüència, l'interval és més curt per a les nanes blanques de gran massa.
V Sagittae és inusual en el sentit que ara podem predir que es convertirà en nova aproximadament el 2083, més o menys uns 11 anys.

### Subtipus
Les noves es classifiquen segons la velocitat de desenvolupament de la corba de llum, així en 
- NA: noves ràpides, amb un ràpid augment de la brillantor, seguit d'un descens de la brillantor de 3 magnituds —fins aproximadament 1⁄16 de brillantor— a 100 dies.[21]
- NB: noves lentes, amb magnituds de 3, decauen en 150 dies o més.
- NC: noves molt lentes, també conegudes com a nova simbiòtica, que romanen al màxim de llum durant una dècada o més i després s'esvaeixen molt lentament.
- NR/RN: noves recurrents, s'han observat noves amb dues o més erupcions separades per 10-80 anys.[22]

## Noves detectades des de 1900
| Any  | Nova                | Magnitud màxima |
| 1891 | T Aurigae           | 3,8             |
| 1901 | GK Persei           | 0,2             |
| 1903 | Nova Geminorum 1903 | 6               |
| 1905 | Nova Aquilae 1905   | 7,3             |
| 1910 | Nova Lacertae 1910  | 4,6             |
| 1912 | Nova Geminorum 1912 | 3,5             |
| 1918 | V603 Aquilae        | -1,8            |
| 1919 | Nova Lyrae 1919     | 7,4             |
| 1919 | Nova Ophiuchi 1919  | 7,4             |
| 1920 | Nova Cygni 1920     | 2,0             |
| 1925 | RR Pictoris         | 1,2             |
| 1934 | DQ Herculis         | 1,4             |
| 1936 | CP Lacertae         | 2,1             |
| 1939 | BT Monoceretis      | 4,5             |
| 1942 | CP Puppis           | 0,3             |
| 1943 | Nova Aquilae 1943   | 6,1             |
| 1950 | DK Lacertae         | 5,0             |
| 1960 | V446 Herculis       | 2,8             |
| 1963 | V533 Herculis       | 3               |
| 1970 | FH Serpentis        | 4               |
| 1975 | V1500 Cygni         | 2,0             |
| 1975 | V373 Scuti          | 6               |
| 1976 | NQ Vulpeculae       | 6               |
| 1978 | V1668 Cygni         | 6               |
| 1984 | QU Vulpeculae       | 5,2             |
| 1986 | V842 Centauri       | 4,6             |
| 1991 | V838 Herculis       | 5,0             |
| 1992 | V1974 Cygni         | 4,2             |
| 1999 | V1494 Aquilae       | 5,03            |
| 1999 | V382 Velorum        | 2,6             |